# Cannon (cráter)
Cannon es un cráter de impacto que se encuentra cerca de la extremidad al este-noreste de la cara visible de la Luna, justo al noroeste del Mare Marginis, y al sur-sureste del cráter Plutarco. Más hacia el este-noreste aparece el cráter Hubble.
Se trata de una formación desgastada y erosionada, con un piso interior inundado por la lava. Un pequeño cráter se superpone al lad o norte del brocal, formando una muesca en el lateral. Cráteres minúsculos también se encuentran en todo el noreste del contorno y en el extremo sur. El interior está prácticamente a nivel y carece de rasgos distintivos, con solo unos pocos pequeños cráteres dispersos que marcan la superficie. Esta planta tiene el mismo albedo que el terreno circundante.
El cráter debe su nombre a Annie Jump Cannon, una astrónoma que clasificó 300.000 cuerpos estelares.

## Cráteres satélite
Por convención estos elementos son identificados en los mapas lunares poniendo la letra en el lado del punto medio del cráter que está más cerca de Cannon.
|        | \| Cannon \| Coordenadas \| Diámetro \| \| ------ \| ---------------------------- \| -------- \| \| B \| 17°30′N 80°00′E / 17.5, 80.0 \| 31 km \| \| E \| 19°12′N 79°06′E / 19.2, 79.1 \| 22 km \| |          |
| Cannon | Coordenadas | Diámetro |
| B      | 17°30′N 80°00′E / 17.5, 80.0 | 31 km    |
| E      | 19°12′N 79°06′E / 19.2, 79.1 | 22 km    |

## Referencias

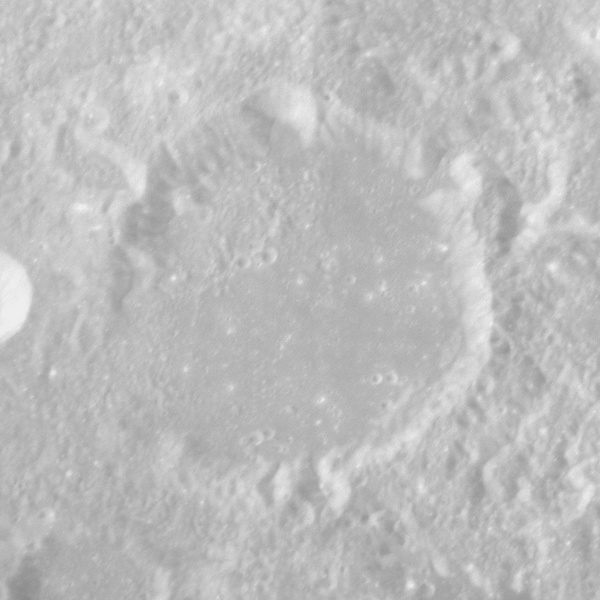
Imagen de la misión Apolo 16